# Vale of Clwyd (circonscription du Senedd)
Ne doit pas être confondu avec Vale of Clwyd (circonscription britannique).
Vale of Clwyd est une circonscription de l'Assemblée nationale du pays de Galles.

## Membres de l'Assemblée
| Élection | Élection | Membre    | Parti  | Portrait |
| -------- | -------- | --------- | ------ | -------- |
|          | 1999     | Ann Jones | Labour |          |

## Élections

### Élections dans les années 2010
| Élections de l'Assemblée galloise 2016: Vale of Clwyd |                   |                   |        |      |       |
| Parti                                                 | Parti             | Candidat          | Votes  | %    | ±     |
|                                                       | Labour            | Ann Jones         | 9,560  | 39.5 | −11.2 |
|                                                       | Conservateur      | Sam Rowlands      | 8,792  | 36.4 | +3.0  |
|                                                       | UKIP              | Paul Davies-Cooke | 2,975  | 12.3 | +12.3 |
|                                                       | Plaid Cymru       | Mair Rowlands     | 2,098  | 8.7  | −2.6  |
|                                                       | Liberal Democrats | Gwyn Williams     | 758    | 3.1  | −1.6  |
| Majorité                                              | Majorité          | Majorité          | 768    | 3.1  | -14.3 |
| Participation                                         | Participation     | Participation     | 24,183 | 42.9 | +1.9  |
|                                                       | Labour hold       | Labour hold       | Swing  |      |       |

| Élections de l'Assemblée galloise 2011: Vale of Clwyd |                   |                   |        |      |       |
| Parti                                                 | Parti             | Candidat          | Votes  | %    | ±     |
|                                                       | Labour            | Ann Jones         | 11,691 | 50.7 | +14.3 |
|                                                       | Conservateur      | Ian Gunning       | 7,680  | 33.3 | −2.7  |
|                                                       | Plaid Cymru       | Alun Jones        | 2,597  | 11.3 | −6.2  |
|                                                       | Liberal Democrats | Heather Prydderch | 1,088  | 4.7  | −5.5  |
| Majorité                                              | Majorité          | Majorité          | 4,011  | 17.4 | +17   |
| Participation                                         | Participation     | Participation     | 23,056 | 41.0 | +0.7  |
|                                                       | Labour hold       | Labour hold       | Swing  | +8.5 |       |

### Élections dans les années  2000
| Élections de l'Assemblée galloise 2007: Vale of Clwyd |                   |                   |        |      |       |
| Parti                                                 | Parti             | Candidat          | Votes  | %    | ±     |
|                                                       | Labour            | Ann Jones         | 8,104  | 36.4 | −9.8  |
|                                                       | Conservateur      | Matthew G. Wright | 8,012  | 36.0 | +5.3  |
|                                                       | Plaid Cymru       | Mark Jones        | 3,884  | 17.4 | +3.3  |
|                                                       | Liberal Democrats | Mark Young        | 2,275  | 10.2 | +1.1  |
| Majorité                                              | Majorité          | Majorité          | 92     | 0.4  | −15.1 |
| Participation                                         | Participation     | Participation     | 22,275 | 40.3 | +3.8  |
|                                                       | Labour hold       | Labour hold       | Swing  | −7.5 |       |

| Élections de l'Assemblée galloise 2003: Vale of Clwyd |                   |                  |        |      |      |
| Parti                                                 | Parti             | Candidat         | Votes  | %    | ±    |
|                                                       | Labour            | Ann Jones        | 8,256  | 46.2 | +8.5 |
|                                                       | Conservateur      | Darren Millar    | 5,487  | 30.7 | +8.1 |
|                                                       | Plaid Cymru       | Malcolm W. Evans | 2,516  | 14.1 | −5.2 |
|                                                       | Liberal Democrats | Robina L. Feeley | 1,630  | 9.1  | +2.9 |
| Majorité                                              | Majorité          | Majorité         | 2,769  | 15.5 | +0.4 |
| Participation                                         | Participation     | Participation    | 17,889 | 36.5 | −7.0 |
|                                                       | Labour hold       | Labour hold      | Swing  | +0.2 |      |

### Élections dans les années 1990
| Élections de l'Assemblée galloise 1999: Vale of Clwyd |                                  |                    |        |      |     |
| Parti                                                 | Parti                            | Candidat           | Votes  | %    | ±   |
|                                                       | Labour                           | Ann Jones          | 8,359  | 37.6 | N/A |
|                                                       | Conservateur                     | Robert Salisbury   | 5,018  | 22.6 | N/A |
|                                                       | Plaid Cymru                      | Sion Brynach       | 4,295  | 19.3 | N/A |
|                                                       | Ind Dem                          | Gwynn A. Clague    | 1,908  | 8.6  | N/A |
|                                                       | Liberal Democrats                | Phill Lloyd        | 1,376  | 6.2  | N/A |
|                                                       | Indépendant                      | David I. Roberts   | 661    | 3.0  | N/A |
|                                                       | Indépendant                      | David A.P. Pennant | 586    | 2.6  | N/A |
| Majorité                                              | Majorité                         | Majorité           | 3,341  | 15.0 | N/A |
| Participation                                         | Participation                    | Participation      | 22,203 | 43.5 | N/A |
|                                                       | Labour Vainqueur (nouveau siège) |                    |        |      |     |